# Bataille de La Havane (1762)
Pour les articles homonymes, voir Bataille de La Havane.
Guerre de Sept Ans
Batailles
- Minorque (navale) (1756)
- Pirna (1756)
- Lobositz (1756)
- Reichenberg (1757)
- Prague (1757)
- Kolin (1757)
- Hastenbeck (1757)
- Gross-Jägersdorf (1757)
- Moys (1757)
- Rochefort (1757)
- Rossbach (1757)
- Breslau (1757)
- Leuthen (1757)
- Carthagène (navale) (1758)
- Olomouc (1758)
- Saint-Malo (1758)
- Rheinberg (1758)
- Krefeld (1758)
- Domstadl (1758)
- Cherbourg (1758)
- Zorndorf (1758)
- Saint-Cast (1758)
- Tornow (1758)
- Lutzelberg (1758)
- Hochkirch (1758)
- Bergen (1759)
- Kay (1759)
- Minden (1759)
- Kunersdorf (1759)
- Neuwarp (navale) (1759)
- Hoyerswerda (1759)
- Baie de Quiberon (navale) (1759)
- Maxen (1759)
- Meissen (1759)
- Glatz (1760)
- Landshut (1760)
- Corbach (1760)
- Emsdorf (1760)
- Dresde (1760)
- Warburg (1760)
- Liegnitz (1760)
- Rhadern (1760)
- Berlin (1760)
- Kloster Kampen (1760)
- Torgau (1760)
- Belle-Île (1761)
- Langensalza (1761)
- Cassel (1761)
- Grünberg (1761)
- Villinghausen (1761)
- Ölper (1761)
- Kolberg (1761)
- Wilhelmsthal (1762)
- Burkersdorf (1762)
- Lutterberg (1762)
- Reichenbach (1762)
- Almeida (1762)
- Valencia de Alcántara (1762)
- Nauheim (1762)
- Vila Velha de Ródão (1762)
- Cassel (1762)
- Freiberg (1762)

- Jumonville Glen (1754)
- Fort Necessity (1754)
- Fort Beauséjour (1755)
- 8 juin 1755
- Monongahela (1755)
- Petitcoudiac (1755)
- Lac George (1755)
- Fort Bull (1756)
- Fort Oswego (1756)
- Kittanning (1756)
- En raquettes (1757)
- Pointe du Jour du Sabbat (1757)
- Fort William Henry (1757)
- German Flatts (1757)
- Lac Saint-Sacrement (1758)
- Louisbourg (1758)
- Le Cran (1758)
- Fort Carillon (1758)
- Fort Frontenac (1758)
- Fort Duquesne (1758)
- Fort Ligonier (1758)
- Québec (1759)
- Fort Niagara (1759)
- Beauport (1759)
- Plaines d'Abraham (1759)
- Sainte-Foy (1760)
- Neuville (1760)
- Ristigouche (navale) (1760)
- Mille-Îles (1760)
- Signal Hill (1762)

- Cap-Français (1757)
- Martinique (1759)
- Guadeloupe (1759)
- Dominique (1761)
- Martinique (1762)
- Cuba (1762)

- Chandernagor (1757)
- Plassey (1757)
- Gondelour (1758)
- Négapatam (navale) (1758)
- Condore (1758)
- Madras (1758)
- Pondichéry (navale) (1759)
- Masulipatam (1759)
- Chinsurah (1758)
- Wandiwash (1760)
- Pondichéry (1760-1761)
- Manille (1762)

- Saint-Louis (1758)
- Gorée (1758)
- Gambie

La bataille de La Havane est une bataille qui se déroule de mars à août 1762 dans le cadre de la guerre de Sept Ans. Les forces britanniques assiègent et prennent la ville de La Havane, portant un sérieux coup à la marine espagnole. La ville sera finalement rendue aux Espagnols après le traité de Paris de 1763.

## Préparatifs des Espagnols

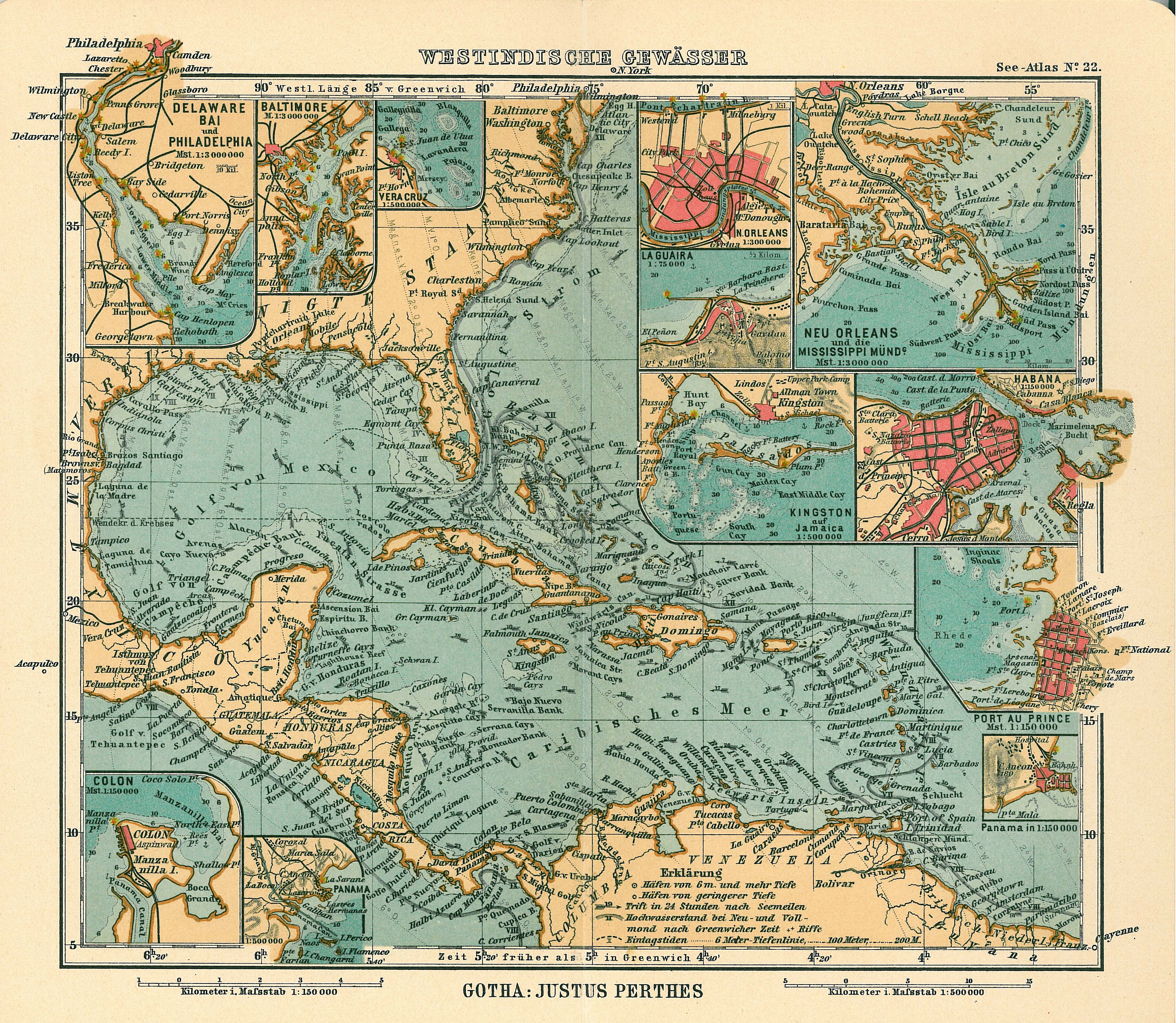
Mer des Caraïbes.

À cette époque, La Havane avait probablement le meilleur port des Indes occidentales. Il pouvait facilement accueillir jusqu'à 100 navires de ligne. Le canal d'entrée au port faisait 180 m de large et 800 m de long. En outre, La Havane avait d'importants chantiers de construction abrités.
Deux forteresses défendaient la ville : au nord, le fort Castillo de los Tres Reyes del Morro, sur le promontoire de Cavannos Ridge avec 64 gros canons et une garnison de 700 hommes, et au sud, le fort Castillo de San Salvador de la Punta. Le canal pouvait être fermé avec une chaîne s'étendant du fort El Morro au fort de La Punta.
Dans le cadre de la guerre de Sept Ans, le roi Charles III d'Espagne prend des dispositions pour défendre les colonies espagnoles et pour la défense de Cuba, il désigne Juan de Prado, en tant que commandant en chef. En février 1761, de Prado arrive à La Havane et commence à renforcer les fortifications de la ville.
En juin 1761, une flottille de sept navires de ligne sous le commandement de l'amiral Gutierre de Hevia arrive à La Havane. Elle transporte deux régiments d'infanterie régulière (España et Aragon), soit au total quelque 1 000 hommes. Avec ces renforts, la garnison de La Havane totalise 2 400 hommes, tandis que la flotte de douze navires de la ligne totalise 6 300 artilleurs et marins. La garnison principale était composée des :
- España Infantry Regiment (481),
- Aragón Infantry Regiment (265),
- Havana Infantry Regiment (856),
- Edinburgh's Dragoons (150),
- Army's gunners (104),
- Navy's gunners and marines (750).

## Préparatifs anglais
Lorsque l’Espagne rejoint la France dans son combat contre le royaume de Grande-Bretagne, George Keppel, 3e comte d'Albemarle, prend la tête de l’expédition avec le vice-amiral Sir George Pocock comme commandant des forces navales et Augustus Keppel comme commandant en second de Pocock.
Au cours du mois de février, les troupes britanniques engagées sont constituées des :
- 22e régiment d'infanterie,
- 34e régiment d'infanterie,
- 56e régiment d'infanterie,
- 72e régiment d'infanterie de « Richmond ».

Le 5 mars, l'expédition britannique part de Spithead, en Angleterre, avec sept navires de ligne et 4 365 hommes à bord de 64 navires de transports. Le 20 avril, l'expédition arrive à La Barbade. Le 25 avril, l'expédition arrive à Fort Royal sur l'île récemment conquise de la Martinique où se joint à elle le major-général Robert Monckton avec 8 461 hommes et l'amiral George Brydges Rodney avec un escadron de huit navires de la ligne portant le nombre total de navires de ligne à quinze.
Le 23 mai, l'expédition, maintenant au large de Saint-Domingue (Haïti), est encore renforcée par Sir James Douglas, arrivant de Port Royal à la Jamaïque avec un escadron. La force sous le commandement de George Keppel s'élève maintenant à 21 vaisseaux de ligne, 24 navires de guerre plus petits, et 168 autres navires, transportant plus de 10 000 marins et 15 000 soldats.

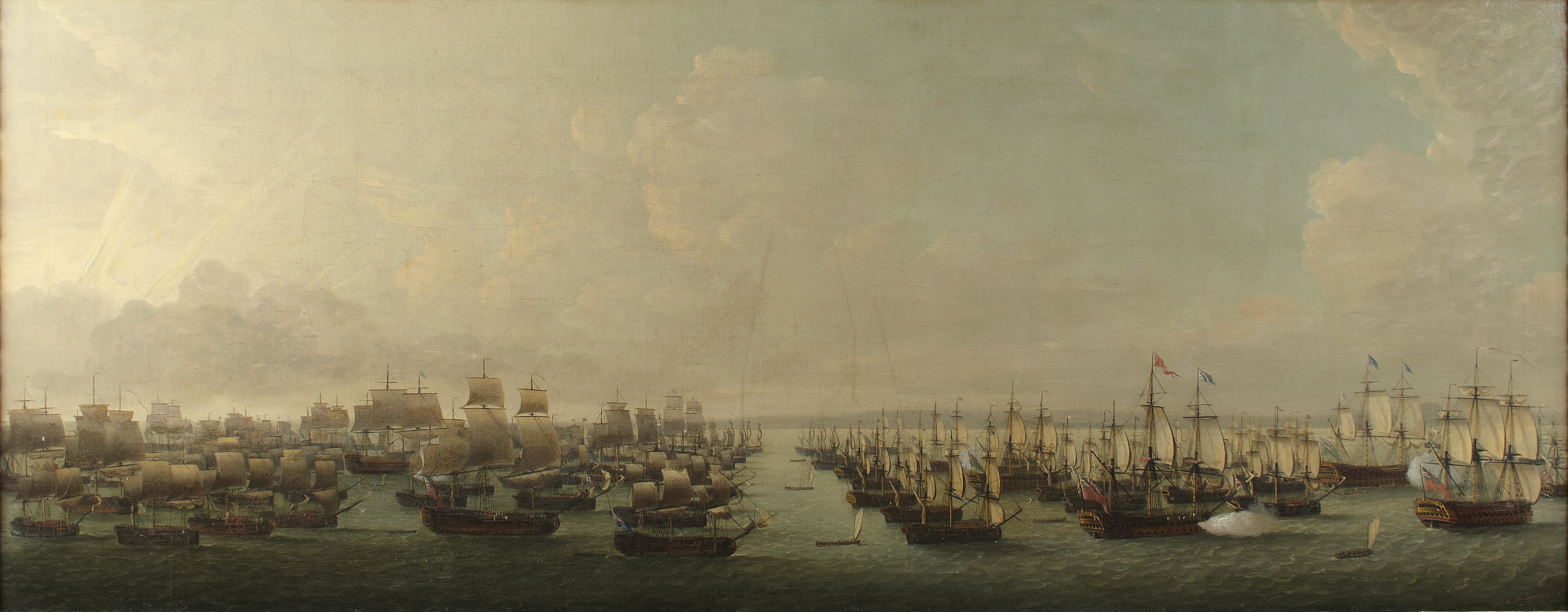
Vue générale de l'escadre anglaise en charge d'attaquer La Havane.

## Le siège de La Havane

### L'arrivée des Britanniques

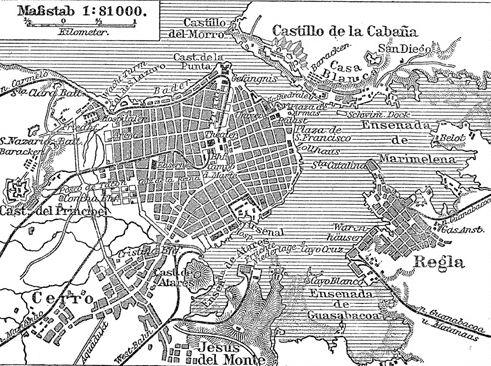
Carte de La Havane.

Le 6 juin, les Britanniques arrivent à La Havane et bloquent avec douze navires la flotte espagnole dans le port. Les Espagnols, surpris par l'ampleur de l'offensive ennemie, adoptent une stratégie défensive dans l'espoir de recevoir rapidement des secours. De plus, ils espéraient que la maladie (fièvre jaune) ou une tempête affaiblisse les forces britanniques. En conséquence, ils décident de laisser les navires à quai et de débarquer les armes, les marins et les artilleurs pour renforcer les garnisons des deux forts principaux (de la Punta et surtout del Morro) protégeant la ville, tandis que les forces régulières s'occupent de la défense de la ville elle-même. L'entrée du chenal est fermé par une chaîne et trois navires espagnols (l’Asia, l’Europa et le Neptuno (es)) en mauvais état sont coulés derrière la chaîne pour renforcer l'entrée du port.
Le 7 juin, les troupes britanniques débarquent au nord de La Havane. Le 8 juin, les Britanniques avancent et, malgré quelques escarmouches avec la milice, arrivent aux environs de la ville. Pendant ce temps, la défense du fort El Morro est confiée à Luis Vicente de Velasco e Isla, qui prépare la tenue d'un siège.
Le 12 juin, les Britanniques commencent la construction de leurs batteries sur les collines surplombant la Cabanna Morro, la ville et la baie. Curieusement, cette colline n'était pas défendue malgré son importance stratégique et alors que Juan de Prado avait été chargé de sa défense.
Le 13 juin, un détachement britannique approche de Chorera, dans la partie sud du port. Le colonel Patrick MacKellar (en) est chargé de superviser le siège contre le fort El Morro. Il a prévu d'ériger des rambardes pour miner le fossé afin de créer un passage avec les gravats vers le fort.

### Ouverture des hostilités

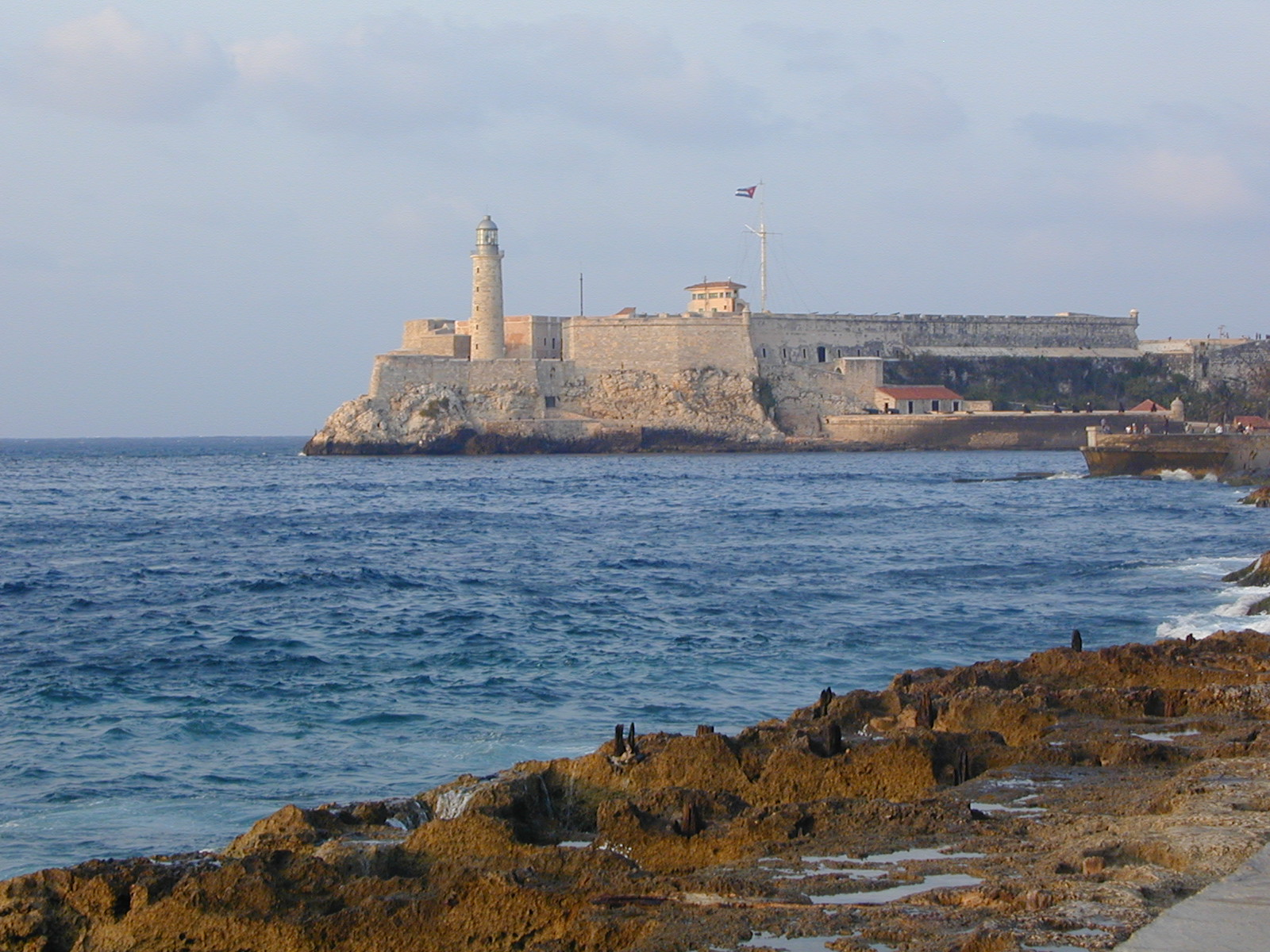
Le fort El Morro à la Havane, construit en 1589.

Le 22 juin, les quatre batteries, totalisant douze canons lourds et 38 mortiers, ouvrent le feu sur le fort El Morro. Patrick MacKellar, couvert par le feu des canons, avance progressivement ses travaux.
Le 29 juin, les tirs britanniques se sont encore intensifiés. Luis Vicente de Velasco e Isla perd chaque jour près de 30 hommes. Un roulement de trois jours est établi entre le fort et les garnisons de la ville pour y faire face. Chaque nuit est consacrée à la réparation du fort. Devant ces difficultés, Velasco convainc Juan de Prado de la nécessité d'une contre-attaque sur les batteries anglaises. À l'aube, 988 hommes (grenadiers, marins, esclaves…) contre-attaquent, mais la réaction rapide des Britanniques repousse les assaillants sans subir trop de dégâts.
Le 1er juillet, les Britanniques lancent une attaque combinée sur mer et terre contre le fort El Morro et détachent à cet effet quatre navires de ligne : les HMS Stirling Castle, HMS Dragon, HMS St Michael et HMS Cambridge. Les artilleries de terre et de mer ouvrent le feu simultanément. Toutefois, les canons de la marine sont inefficaces, car le fort est trop haut. La contre-attaque de 30 canons du fort sur les navires leur inflige de graves dommages, fait 192 victimes et les force à se retirer. L'attaque britannique par terre est beaucoup plus efficace et à la fin de la journée, seuls trois canons espagnols sont encore fonctionnels.
Le 2 juillet, les rambardes et les canons britanniques prennent feu, ce qui annihile tout le travail effectué depuis la mi-juin par Patrick MacKellar. Velasco profite de cet événement pour effectuer des réparations du fort.
Depuis son arrivée à La Havane, l'armée britannique a beaucoup souffert de la fièvre jaune ; sa force est réduite de moitié. La saison des ouragans approchant, George Keppel est entré dans une course contre la montre. Il ordonne la reconstruction des batteries avec l'aide des hommes de la flotte.
Au 17 juillet, les nouvelles batteries ont progressivement réduit au silence les armes espagnoles. Il ne restait plus que deux canons en état de marche. Sans couverture d'artillerie, les hommes de Velasco ont de plus en plus de mal à réparer le fort. Pendant ce temps, MacKellar pouvait reprendre ses travaux de siège autour du fort, mais, ses hommes étant en très mauvais état, les travaux avancent très lentement. L'espoir des tuniques rouges résidait alors dans l'arrivée de renforts depuis l'Amérique du Nord.
Le 20 juillet, l'avancement des travaux de MacKellar permet enfin aux artificiers de passer à l'acte du côté droit du fort. Pendant ce temps, l'artillerie frappait près de 600 fois par jour, faisant 60 victimes espagnoles.
Le 22 juillet à 4 h 00 du matin, 1 300 miliciens et marins en trois colonnes attaquent à revers les positions de siège britanniques, mais c'est un échec. Le 24 juillet, George Keppel propose à Velasco de se rendre. Ce dernier refuse, préférant régler la question par les armes. Le 27 juillet, les renforts d’Amérique du Nord arrivent enfin. Ils se composent des 46e et 58e régiments d’infanterie, d’une milice américaine de 3 000 hommes et des Gorham's Rangers.
Le 30 juillet, les artificiers ont finalement terminé le minage du fossé côté droit du fort et à 13 heures, les Britanniques le font exploser. Les débris de l’explosion comblent partiellement le fossé, mais le passage est toujours difficile. Néanmoins, George Keppel ordonne l’attaque et envoie 699 hommes. Avant que les Espagnols n'aient le temps de réagir, seize tuniques rouges ont déjà pénétré dans l’enceinte du fort. Velasco est gravement blessé par balle à la poitrine en se jetant à l’assaut contre l’ennemi. Après la prise du fort en fin de journée, les blessés, dont Velasco, sont conduits à La Havane.
Le 31 juillet, Velasco meurt de ses blessures. Les Britanniques occupent maintenant une place importante dominant la ville et la baie. Ils commencent la construction de batteries sur la côte nord en direction de la ville.
Le 11 août, après le rejet par Juan de Prado d’une offre de capitulation, les Britanniques ouvrent le feu sur La Havane. Au total, 47 canons, dix mortiers et des obusiers pilonnent la ville et le fort de la Pinta d’une distance de 500 à 800 mètres. À la fin de la journée, le fort de la Pinta est réduit au silence et les Espagnols n’ont d’autre choix que de se rendre.

### La chute du fort

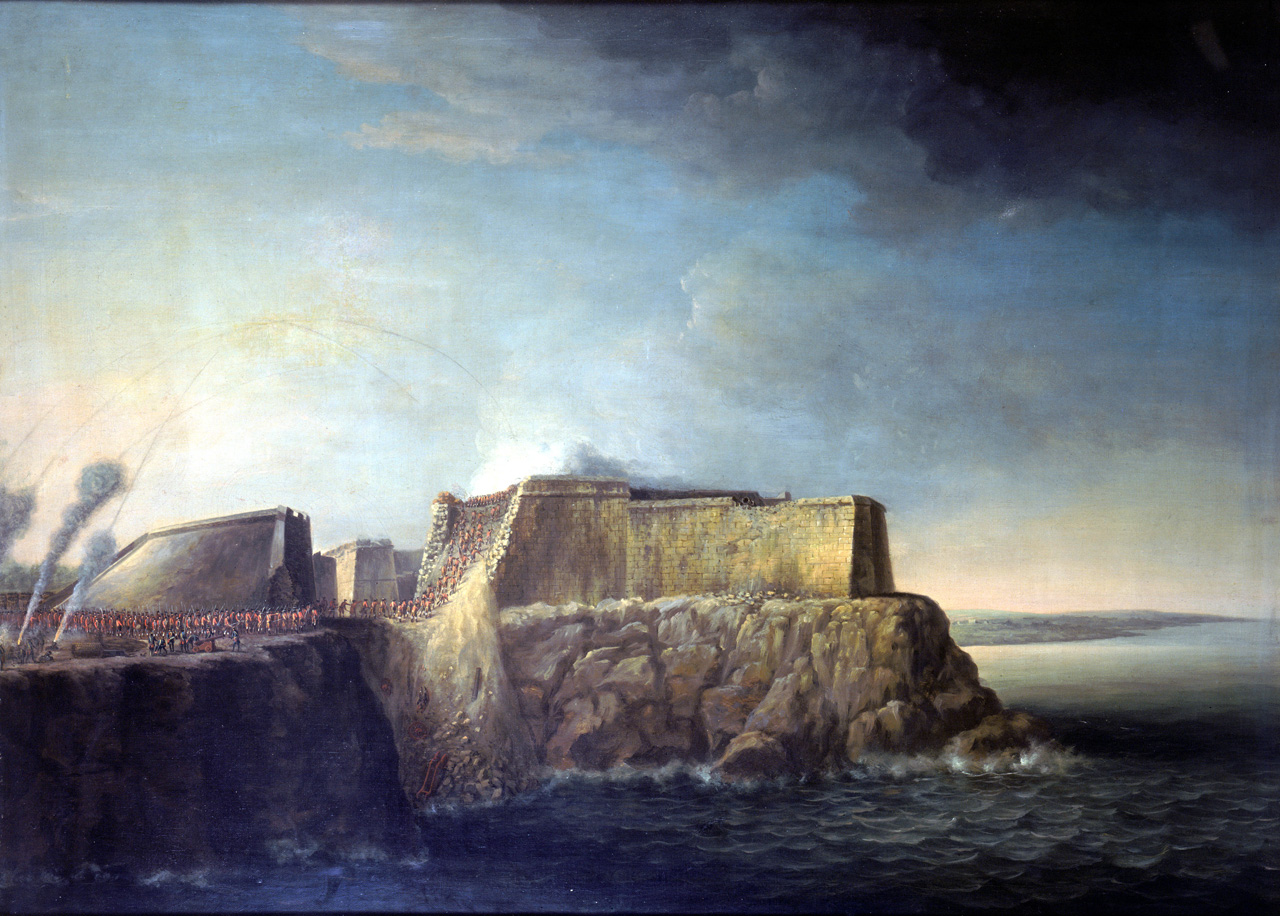
The Capture of Havana (Dominique Serres).

Les 12 et 13 août, des négociations ont lieu et les Espagnols obtiennent de pouvoir se rendre avec les honneurs, mais Gutierre de Hevia néglige de saborder sa flotte, qui tombe intacte aux mains des Britanniques.
Le 14 août, les Britanniques entrent dans la ville. Ils viennent de conquérir le plus important port de l’Espagne dans cette région du monde et avec lui un butin énorme de 1 828 116 pesos espagnols, une marchandise évaluée à 1 000 000 de pesos et surtout neuf navires de ligne de la marine royale espagnole, à savoir les Aquilon (74), Conquistador (74), Reina (70), San Antonio (64), Tigre (70), San Jenaro (60), Afrique (70), Amérique (60), Infante (74) et Soberano (74), soit 20 % de sa flotte. S'ajoutent à cela les Carlos (80) et Santiago (60 ou 80) en construction aux chantiers navals, trois frégates, neuf petits navires armés et des navires appartenant aux compagnies commerciales Compañía de La Habana et Compañía de Caracas.
Durant le siège, les Britanniques perdent 2 764 hommes (sous le feu ennemi, capturés ou abandonnés) et, au 18 octobre, près de 5 000 hommes sont morts de maladie. Trois navires de ligne ont été perdus, soit comme conséquence directe des tirs espagnols, soit quelque temps plus tard à la suite des dommages reçus. Peu de temps après le siège, le HMS Stirling Castle (en) a été déclaré inutilisable et sabordé, et le HMS Marlborough (en) a coulé dans l'Atlantique en raison des dommages importants reçu pendant le siège. Le HMS Temple coule en décembre 1762 en revenant en Grande-Bretagne pour des réparations.
À leur retour en Espagne, Juan de Prado et Gutierre de Hevia sont condamnés en cour martiale.

## Conséquences
La perte de La Havane est un coup dur pour l’Espagne, tant sur le plan économique que sur le plan du prestige. Cette défaite à laquelle s’ajoute celle de la bataille de Manille un mois et demi plus tard, soit respectivement la perte des capitales des Indes occidentales espagnoles (les Antilles) et des Indes orientales espagnoles, instaure la suprématie britannique sur les mers et met en exergue la fragilité de l’Empire espagnol. Elle impose à l’Espagne une réforme des pratiques militaires et de sa flotte dans un processus similaire à ce que l’Angleterre avait dû faire après sa défaite de la guerre de l'oreille de Jenkins.
Au cours de la période d’occupation anglaise, qui a duré onze mois, Cuba connaît un « boom » économique, en partie dû à certaines mesures britanniques, comme l’ouverture des ports au commerce, en particulier avec les Treize colonies d'Amérique du Nord et l’importation de nombreux esclaves (environ 10 000) pour développer l'industrie sucrière. Malgré cela, les relations entre La Havane et la Grande-Bretagne resteront difficiles, ces derniers étant toujours perçus comme l’envahisseur.
Le traité de Paris en 1763 permet le retour de La Havane et de Manille (voir la rançon de Manille) à l’Espagne, mais elle a dû céder en retour la Floride et Minorque à la Grande-Bretagne.